# Tolăcești, Alba
Tolăcești este un sat în comuna Bistra din județul Alba, Transilvania, România. La recensământul din 2002, satul avea o populație de 20 locuitori.